# San Jorge (eiland)
San Jorge is een eiland in de provincie Isabel in de Salomonseilanden. Het hoogste punt is 445 m.
De volgende zoogdieren komen er voor:
- Macroglossus minimus
- Pteropus hypomelanus
- Rousettus amplexicaudatus
- Aselliscus tricuspidatus
- Hipposideros calcaratus
- Hipposideros cervinus
- Hipposideros diadema
- Hipposideros dinops